# 1786 w literaturze
Wydarzenia literackie w 1786 roku.

## Nowe książki
- Robert Burns - Poems Chiefly in the Scottish Dialect
- Michał Dymitr Krajewski - Pani Podczaszyna

## Nowe dramaty
- Franciszek Zabłocki – Król w Kraju Rozkoszy (wyd. 1960)

## Urodzili się
- 24 lutego – Wilhelm Karl Grimm, niemiecki pisarz, filolog (zm. 1859)